# Venlose Voetbal Vereniging Venlo 2012-2013
Questa pagina raccoglie le informazioni sul Venlose Voetbal Vereniging Venlo nella stagione 2012-2013

## Stagione
Ai vertici dello staff tecnico resta il manager Ton Lokhoff, arrivato alla fine di dicembre 2011 sulla panchina del VVV. La squadra punta su un organico misto formato da giovani promettenti – Oğuzhan Türk, Reimerink, Bryan Linssen e il nipote di Dennis Bergkamp, Roland – e calciatori affermati – i nazionali Aleksandar Radosavljevič e Yūki Ōtsu – e su un gioco votato all'offesa che spesso prevede un trequartista alle spalle di tre punte, in un 4-2-1-3. Il gioco non porta risultati positivi – undici incontri senza vincere – e il club esce anche dalla Coppa contro il Go Ahead Eagles, formazione di seconda divisione: passato avanti per due reti a zero in trasferta, il VVV si fa rimontare nell'ultimo quarto d'ora di gioco e la sfida si decide ai supplementari. Il VVV Venlo passa nuovamente in vantaggio (2-3), prima di subire una nuova rimonta e andare sotto 4-3: Uche Nwofor, subentrato nel secondo tempo, realizza il nuovo pareggio al centoventesimo minuto e porta il match ai tiri di rigore, dove emergono definitivamente i padroni di casa.
Lokhoff decide di passare al 4-5-1, modulo col quale inizia a ottenere due vittorie di fila (con AZ Alkmaar e Willem II) e che mantiene fino al termine dell'annata. Dopo una fase altalenante verso la fine del 2012, nella seconda parte della stagione il VVV ha un declino che culmina in nove partite senza successi: la squadra si trascina in fondo alla graduatoria, concludendo il torneo al penultimo posto, davanti al solo Willem II. La squadra si gioca lo spareggio promozione-retrocessione con lo stesso Go Ahead che l'aveva eliminato in KNVB Beker e anche in questo caso gli avversari la spuntano con due successi nel doppio incontro.

## Calciomercato
A inizio stagione si segnala la partenza del difensore centrale Maya Yoshida destinato al Southampton in Premier League in cambio di € 2,8 milioni.

## Rosa
| N. |                        | Ruolo | Calciatore       |
| -- | ---------------------- | ----- | ---------------- |
| 1  | Germania (bandiera)    | P     | Niclas Heimann   |
| 4  | Paesi Bassi (bandiera) | D     | Ismo Vorstermans |
| 5  | Paesi Bassi (bandiera) | D     | Niels Fleuren    |
| 7  | Paesi Bassi (bandiera) | A     | Jules Reimerink  |
| 9  | Nigeria (bandiera)     | A     | Uche Nwofor      |
| 10 | Giappone (bandiera)    | A     | Robert Cullen    |
| 12 | Finlandia (bandiera)   | P     | Niki Mäenpää     |
| 14 | Paesi Bassi (bandiera) | C     | Oğuzhan Türk     |
| 15 | Paesi Bassi (bandiera) | A     | Roland Bergkamp  |
| 17 | Giappone (bandiera)    | C     | Yūki Ōtsu        |
| 18 | Paesi Bassi (bandiera) | C     | Barry Maguire    |

| N. |                        | Ruolo | Calciatore           |
| -- | ---------------------- | ----- | -------------------- |
| 19 | Paesi Bassi (bandiera) | D     | Marcel Seip          |
| 20 | Brasile (bandiera)     | C     | Matheus              |
| 22 | Germania (bandiera)    | P     | Robin Udegbe         |
| 23 | Australia (bandiera)   | A     | Travis Cooper        |
| 24 | Paesi Bassi (bandiera) | C     | Guus Joppen          |
| 25 | Paesi Bassi (bandiera) | C     | Jeffrey Altheer      |
| 26 | Paesi Bassi (bandiera) | D     | Jeffrey Leiwakabessy |
| 31 | Paesi Bassi (bandiera) | D     | Roy Heesen           |
| 32 | Paesi Bassi (bandiera) | C     | Aron Gielen          |
| 32 | Paesi Bassi (bandiera) | D     | Ahmed Ammi           |